# Sistas (série télévisée)
Pour l’article homonyme, voir Sisters.
Sistas (Tyler Perry's Sistas) est une série télévisée américaine créée par Tyler Perry et diffusée depuis le 23 octobre 2019 sur BET.
En France, la série est diffusée sur BET France, et en Afrique francophone sur Canal+ Elles,

## Synopsis
La série suit la vie tumultueuse de quatre meilleures amies afro-américaines.

## Distribution

### Acteurs principaux
- KJ Smith (en) (VF : Isabelle Desplantes) : Andrea « Andi » Barnes[3]
- Ebony Obsidian (en) : Karen Mott[3]
- Mignon Von : Daniella « Danni » King[3]
- Novi Brown (VF : Sophie Baranes) : Sabrina Hollins[3],
- Chido Nwokocha : Gary Marshall Borders[4],
- DeVale Ellis (en) (VF : Christophe Seugnet) : Zac Taylor[4]
- Brian Jordan Jr. (en) : Maurice Webb[4]
- Crystal Renee Hayslett : Fatima Wilson (depuis la saison 2, récurrente saison 1)
- Chris Warren (VF : Antoine Fleury) : Hayden Moss (depuis la saison 5, récurrent saisons 2 à 4)
- Angela Beyincé : Pam (saison 7, récurrente saisons 1 à 6)
- Monti Washington : Rich (saison 7, récurrent saison 6)
- Sean Sagar (saison 6) puis Devin Way (saison 7) : Jordan Williams (saison 7, récurrent saison 6)
- Joi Symone : Tamara (saison 7, récurrened saison 6)
- Tonya Pinkins : Marie Willis (saison 7)

### Anciens acteurs principaux
- Anthony Dalton II (VF : Rody Benghezala) : Calvin Rodney[4] (saisons 1 à 6)
- Kevin A. Walton : Aaron Carter[4] (saisons 1 à 6, récurrent saison 7)
- Trinity Whiteside (VF : Vincent Bac-Ninh Pierrard) : Preston Horace (saisons 2 à 6, récurrent saison 1)

### Acteurs récurrents
- Jesse Lewis IV : Bootsy (saison 2)
- Crystal-Lee Naomi : Jasmine Borders (saison 1, invitée saisons 2 et 3)
- Michael King (VF : Vincent Bac-Ninh Pierrard) : Don Bellamy (saison 1, invitée saison 2)
- Madison McKinley : Fawn Carter (saison 1)
- Keena Ferguson (VF : Sylvie Ferrari) : Leslie Davenport (saison 1)[5]
- Tobias Truvillion : Morris Hollis (saison 1)
- Shari Belafonte : Lisa Mott (saisons 1 et 5)
- Sean Poolman : Barry Johnson (saisons 1 et 2)
- Skyh Alvester Black : Jacobi (saisons 2 et 3)
- Mackenro Alexander : Que (depuis la saison 3)
- Austin Scott (VF : Vincent Bac-Ninh Pierrard) : Robin (depuis la saison 3)
- Dion Rome : El Fuego[6] (saisons 3 et 4)
- Tanya Chisholm : Jenna (saison 4)
- Eva Marcille : Marilyn « Madam » DeVille (saison 5)
- Jason Weaver : Brian (saison 6)

- Version française
  - Studio de doublage : MJM
  - Directrice artistique : Valérie Mors
  - Autres voix : Charles Mendiant, Estelle Darazi, Franck Sportis, Jean-Marco Montalto, Nayéli Forest, Sarah Marot, Eve Lorach, Murielle Naigeon, Vincent Pierrard
  - Adaptation des dialogues : Nathalie San Miguel

 Source et légende : version française (VF) sur RS Doublage

## Liens avec d'autres séries
Dans la série télévisée Bruh (en) de BET+, l'actrice KJ Smith reprend son rôle d'Andrea Barnes. Elle y fait une breve apparition.
Dans la série All the Queen's Men (en), l'acteur Dion Rome apparait en tant que danseur exotique prénommé Fuego. L'actrice Eva Marcille fait également une apparition en tant que « Madam ».

## Épisodes
| Saison | Saison | Nombre d'épisodes | Dates de diffusion originale | Dates de diffusion originale |
| Saison | Saison | Nombre d'épisodes | Début de saison              | Fin de saison                |
| ------ | ------ | ----------------- | ---------------------------- | ---------------------------- |
|        | 1      | 25                | 23 octobre 2019              | 29 avril 2020                |
|        | 2      | 22                | 14 octobre 2020              | 31 mars 2021                 |
|        | 3      | 22                | 9 juin 2021                  | 22 décembre 2022             |
|        | 4      | 22                | 5 janvier 2022               | 10 août 2022                 |
|        | 5      | 22                | 12 octobre 2022              | 15 mars 2023                 |
|        | 6      | 22                | 31 mai 2023                  | 2023                         |